# Dungeon
Dungeon Adventures (z ang. „przygody w lochach”), często nazywany po prostu „Dungeon” – magazyn skierowany do osób grających w gry fabularne, ze szczególnym uwzględnieniem Dungeons & Dragons. Pierwszy numer został wydany przez TSR w 1986 roku jako dwumiesięcznik. Miesięcznikiem stał się w roku 2003. Bliźniaczym do niego (i zarazem cieszącym się większą popularnością) czasopismem jest „Dragon”.
Każdy numer zawiera między innymi gotowe, przetestowane scenariusze, które we wczesnych numerach pisma były często nazywane „modułami” (ang. modules, obecnie używa się po prostu nazwy „przygoda” lub „scenariusz”). Mistrz Gry może przedstawiać graczom te przygody w formie podanej w magazynie lub też adaptować je według swoich potrzeb. W piśmie znaleźć można gotowe pomysły, przeciwników, mapy, potwory oraz metody na wciągnięcie graczy w wir przygody, co znacząco skraca czas potrzebny na przygotowanie się Mistrza Gry do sesji. Ponieważ w każdym numerze znajduje się kilka gotowych przygód, dlatego całość jest znacznie tańsza niż przygody wydawane jako samodzielne dodatki. Jest to jedna z przyczyn niesłabnącego zainteresowania pismem.

## Epoka Paizo/Polyhedron
Pod koniec roku 2002 Paizo Publishing nabyło prawa do wydawania magazynów „Dungeon” i „Dragon”, co było związane z polityką firmy Wizards of the Coast (wyzbywali się oni praw do materiałów, które nie są bezpośrednio związane z centrum ich działalności).
Począwszy od numeru 90 (2002 rok), „Dungeon” połączył się z magazynem „Polyhedron” w jedno pismo. Wiele sekcji Polyhedron zaczęło prezentować minigry stworzone na potrzeby systemu d20, począwszy od Pulp Heroes w numerze 90.

## Powrót do Dungeons & Dragons
W sierpniu 2004 roku, począwszy od numeru 114 redaktor naczelny Erik Mona zmienił formę magazynu – pismo koncentruje się od tamtej pory wyłącznie na Dungeons & Dragons. Sekcje związane z „Polyhedronem” zostały zawieszone. Magazyn zawiera teraz w każdym numerze trzy przygody – jedną dla graczy na poziomach niskich, drugą dla średnich i trzecią dla wysokich. Od dwóch do czterech numerów w roku zawiera także artykuł przedstawiający dokładniej jeden ze światów, w których toczy się przygoda prezentowana w numerze. (Wcześniej, „Dungeon” prawie nigdy nie publikował materiałów innych niż scenariusze). Dodatkowo, w każdym numerze znaleźć można trzystronicową serię artykułów Dungeoncraft (swego czasu tworzoną przez Monte Cooka) oraz dwustronicowe artykuły na różne tematy opatrzone wspólnym tytułem Campaign Workbook.
Wil Wheaton był autorem serii artykułów Wil Save pojawiających się w piśmie, zrezygnował jednak z powodu dużej ilości obowiązków oraz pewnych problemów zdrowotnych. Nie podobało mu się także to, w jaki sposób odbierano jego artykuły.

### Adventure Paths
(z ang. „ścieżki przygód”)
Jedną z ciekawszych rzeczy, które pojawiły się w niedawnej historii pisma są przygody połączone w dłuższe serie (nazywane Adventure Paths), które przenoszą postacie graczy począwszy od poziomu pierwszego nawet do poziomów epickich (wyższych niż 20). Dwie takie „ścieżki” są już ukończone – Shackled City (11 części) oraz Age of Worms (12 części), trzecia zaś (Savage Tide) rozpoczęła się w numerze 139 i wciąż jest publikowana (zakończy się prawdopodobnie w numerze 150). Dodatkowo pojawiały się także krótsze serie (najczęściej trzyczęściowe) oraz (sporadycznie) przygody o otwartych zakończeniach. Niedawno Shackled City zostało wydane jako osobny dodatek; znalazły się w nim ulepszenia i poprawki, dodatkowe informacje związane z tłem przygody oraz dodatkowy scenariusz mający wypełnić lukę znajdującą się na początku kampanii.

## Nagrody
- 1991: nagroda Origins Award w kategorii Best Professional Adventure Gaming Magazine of 1990
- 2002: nagroda ENnie Award w kategorii Best Aid or Accessory

### Nominacje
- 2006: nominowany do nagrody Origins Award w kategoriach Best Nonfiction Publication (sam magazyn) oraz Best Roleplaying Game Supplement (samodzielne wydanie Shackled City). Ostatecznie nie zdobył nagród w żadnej z tych kategorii.